# Adrien de Wignacourt
Adrienne de Wignacourt (ur. 1618; zm. 4 lutego 1697 w Valletcie) – był od lipca 1690 do śmierci 63. wielkim mistrzem zakonu joannitów.
Adrienne de Wignacourt był siostrzeńcem wielkiego mistrza Alofa de Wignacourt. Był założycielem "Relief Found" dla wdów i sierot po maltańskich żołnierzach, którzy oddali swe życie w walce zakonu z Turkami. 
Został pochowany w konkatedrze świętego Jana w Valletcie.